# Понедера
Понедера (исп. Ponedera) — город и муниципалитет на севере Колумбии, на территории департамента Атлантико.

## История
Поселение, из которого позднее вырос город, было основано 28 ноября 1743 года. Муниципалитет Понедера был выделен в отдельную административную единицу в 1965 году.

## Географическое положение

Муниципалитет Понедера

Город расположен в восточной части департамента, в пределах Прикарибской низменности, на левом берегу реки Магдалена, на расстоянии приблизительно 31 километра к юго-юго-востоку (SSE) от города Барранкилья, административного центра департамента. Абсолютная высота — 3 метра над уровнем моря.
Муниципалитет Понедера граничит на севере с территориями муниципалитетов Полонуэво, Санто-Томас и Пальмар-де-Варела, на западе — с территорией муниципалитета Сабаналарга, на юго-западе — с территорией муниципалитета Канделария, на юге — с муниципалитетом Кампо-де-ла-Крус, на востоке — с территорией департамента Магдалена. Площадь муниципалитета составляет 204 км².

## Население
По данным Национального административного департамента статистики Колумбии, совокупная численность населения города и муниципалитета в 2015 году составляла 22 244 человека.
Динамика численности населения муниципалитета по годам:
| 2005   | 2006   | 2007   | 2008   | 2009   | 2010   | 2011   | 2012   | 2013   | 2014   | 2015   |
| ------ | ------ | ------ | ------ | ------ | ------ | ------ | ------ | ------ | ------ | ------ |
| 18 954 | 19 280 | 19 607 | 19 934 | 20 263 | 20 591 | 20 921 | 21 251 | 21 581 | 21 912 | 22 244 |

Согласно данным переписи 2005 года мужчины составляли 52,3 % от населения Понедеры, женщины — соответственно 47,7 %. В расовом отношении белые и метисы составляли 91,7 % от населения города; негры, мулаты и райсальцы — 8,3 %.
Уровень грамотности среди всего населения составлял 79,4 %.

## Экономика
Основу экономики Понедеры составляет сельское хозяйство.

57,4 % от общего числа городских и муниципальных предприятий составляют предприятия торговой сферы, 35,3 % — предприятия сферы обслуживания, 5,4 % — промышленные предприятия, 1,9 % — предприятия иных отраслей экономики.

## Транспорт
Через город проходит национальное шоссе № 25 (исп. Ruta Nacional 25).